# Ёсида, Сунао
Ёсида Сунао (яп. 吉田直, настоящее имя «Мацумото Сунао») — японский писатель-фантаст.

## Биография
Ёсида Сунао родился в городе Асия в префектуре Фукуока. Окончив среднюю и высшую школу «Ла Салле», поступил на юридический факультет университета Васэда. Получил степень магистра в университете Киото.
В 1997 году, во время обучения в магистратуре, его первая повесть «Геноцид ангелов» («Восстание богов») получила премию издательства «Kadokawa Shoten». В том же году эта повесть была опубликована в журнале «The Sneaker». Весной 2000 года начала выходить и стала популярной серия Trinity Blood: было издано 15 книг. Только в Японии было продано более полутора миллиона экземпляров. Ёсида Сунао стал ведущим автором журнала «The Sneaker».
«Trinity Blood» переведена на восемь языков, по ней снято аниме, создана манга, выпущены DVD, диски с саундтреками и др.
Но не издав и половины запланированного, только приблизив историю к кульминации, 15 июля 2004 года Йосида Сунао умер от недостатка протеина S (наследственная болезнь) — у него отказали лёгкие.
На прощальную церемонию собралось более 10 000 поклонников и знакомых автора.